# 法布里齐奥·拉涅里
法布里齐奥·拉涅里（義大利語：Fabrizio Ranieri，1968年2月22日—），意大利男子赛艇运动员。他曾代表意大利参加世界赛艇锦标赛，获得二枚金牌和一枚铜牌，均来自男子轻量级八人单桨有舵手项目。